# Super Bowl XXVII
Match précédent Match suivant
Le Super Bowl XXVII est l'ultime partie de la saison 1992 de la NFL de football américain. Le match s'est joué le 31 janvier 1993 au Rose Bowl Stadium de Pasadena, Californie.
La victoire des Cowboys de Dallas sur les Bills de Buffalo marque la première victoire d'un trio d'attaque de grand talent avec le QB Troy Aikman, le WR Michael Irvin et le RB Emmitt Smith. Ce dernier établira quelques années plus tard un nouveau record de yards gagnés par la course en saisons régulières avec 18 355 yards.

## Le match
| Score   | Q1 | Q2 | Q3 | Q4 | Total |
| Buffalo | 7  | 3  | 7  | 0  | 17    |
| Dallas  | 14 | 14 | 3  | 21 | 52    |

## Titulaires
| Buffalo           | Postes  | Dallas           |
| ----------------- | ------- | ---------------- |
| Attaque           |         |                  |
| James Lofton      | WR      | Alvin Harper     |
| Will Wolford      | LT      | Mark Tuinei      |
| Jim Ritcher       | LG      | Nate Newton      |
| Kent Hull         | C       | Mark Stepnoski   |
| Glenn Parker      | RG      | John Gesek       |
| Howard Ballard    | RT      | Erik Williams    |
| Pete Metzelaars   | TE      | Jay Novacek      |
| Andre Reed        | WR      | Michael Irvin    |
| Jim Kelly         | QB      | Troy Aikman      |
| Thurman Thomas    | RB      | Emmitt Smith     |
| Don Beebe         | WR / FB | Daryl Johnston   |
| Défense           |         |                  |
| Phil Hansen       | DE      | Tony Tolbert     |
| Jeff Wright       | DT      | Russell Maryland |
| Bruce Smith       | DE / DT | Tony Casillas    |
| Marvcus Patton    | LB / DE | Charles Haley    |
| Shane Conlan      | LB      | Vinson Smith     |
| Cornelius Bennett | LB      | Robert Jones     |
| Darryl Talley     | LB      | Ken Norton Jr.   |
| James Williams    | CB      | Kevin Smith      |
| Nate Odomes       | CB      | Larry Brown      |
| Henry Jones       | SS      | Thomas Everett   |
| Mark Kelso        | FS      | James Washington |

## Spectacle de la mi-temps de Michael Jackson
Le spectacle de la mi-temps fut assuré par Michael Jackson avec les chansons (ou extraits) suivantes : Jam, Billie Jean, Black or White, We Are The World (interprétée par une chorale de Los Angeles) et Heal the World. Il fut le premier artiste mondialement connu à se produire pendant la mi-temps d'un Super Bowl et a d'ailleurs fait énormément monter l'audimat, qui est redescendu à la reprise du match. Michael Jackson demanda que la NFL verse 100 000 dollars à la Heal The World Foundation pour sa prestation.